# توفيق عبد الرزاق
توفيق عبد الرزاق، لاعب كرة قدم إماراتي دولي سابق. مثل ناديي الوحدة والظفرة ومنتخب الإمارات في كأس آسيا 2004 .

## روابط خارجية
- توفيق عبد الرزاق على موقع قاعدة بيانات كرة القدم.إي يو (الإنجليزية)
- توفيق عبد الرزاق على موقع Soccerway.com (الإنجليزية)
- توفيق عبد الرزاق على موقع عالم كرة القدم.نت (الإنجليزية)